# 強·托特陶
強納森·查爾斯·「強」·托特陶（英語：Jonathan Charles "Jon" Turteltaub，1963年8月8日—）是一名美國男導演、編劇和製片人。較知名的作品如電影《扭轉未來》（2000年）、《國家寶藏》（2004年）、《國家寶藏：古籍秘辛》（2007年）和《魔法師的學徒》（2010年）。

## 生平
托特陶出生於紐約市，為電視喜劇編劇索爾·托特陶（Saul Turteltaub）的兒子。他畢業於衛斯理大學與南加州大學電影藝術學院。

## 作品列表
- 1990：《Think Big（英语：Think Big (film)）》-導演，編劇
- 1991：《Trabbi Goes to Hollywood（英语：Trabbi Goes to Hollywood）》-導演，編劇
- 1992：《寶貝威龍》-導演
- 1993：《癲瘋總動員（英语：Cool Runnings）》-導演
- 1995：《二見鍾情》-導演
- 1996：《第三類奇蹟（英语：Phenomenon (film)）》-導演
- 1998：《從地球到月球》-導演（電視劇）
- 1999：《本能反應（英语：Instinct (film)）》-導演
- 2000：《扭轉未來》-導演，監製
- 2004：《國家寶藏》-導演，監製
- 2006-2008：《核爆危機》-導演，執行製片人（電視劇）
- 2007：《國家寶藏：古籍秘辛》-導演，監製
- 2009：《奪命島（英语：Harper's Island）》-導演，執行製片人（電視劇）
- 2010：《魔法師的學徒》-導演
- 2012：《共同法則》-導演，執行製片人（電視劇）
- 2013：《賭城大丈夫》-導演
- 2016：《尖峰時刻》-導演（電視劇）
- 2018：《巨齒鯊》-導演
- 2020：《佐伊的超凡歌单》-導演（電視劇）

## 外部連結
- Jon Turteltaub在互联网电影资料库（IMDb）上的資料（英文）
- Jon Turteltaub – MIPtalk.com Interview